# Dzieje grzechu (film 1911)
Dzieje grzechu – polski melodramat z 1911 roku, uznawany za pierwszy polski pełnometrażowy film fabularny. Jest to uproszczona ekranizacja powieści Stefana Żeromskiego pod tym samym tytułem. Obecnie obraz ten uważa się za zaginiony.

## Zarys fabuły
Z notatek prasowych wynika, iż film był dość wierną adaptacją, przedstawiającą na ekranie istotne wątki powieści. Prezentował on skrótowo szereg scen rozgrywających się na tle warszawskich ulic i parków. Następnie, w wyniku zawiązanego w takiej scenerii dramatu, zdaniem recenzentów „bohaterów los rzuca jak pionki po szachownicy niedoli”. Na ekranie przewijały się rozmaite sceny przedstawiające wybrzeże Adriatyku, Paryż, Jezioro Genewskie i Wiedeń. W finałowej scenie Ewa Pobratyńska ginie zastrzelona przez Pochronia.

## Obsada
- Maria Mirska – Ewa Pobratyńska
- Teodor Roland – Łukasz Niepołomski
- Stanisław Knake-Zawadzki – Antoni Pochroń
- Wojciech Brydziński – Zygmunt Szczerbic
- Władysław Wojdałowicz – Pobratyński (ojciec Ewy)
- Antoni Bednarczyk – Płaza-Spławski
- Karol Karliński
- Aniela Bogusławska
- Jan Janusz